# Ceranisus votetoda
Ceranisus votetoda är en stekelart som beskrevs av Triapitsyn 2005. Ceranisus votetoda ingår i släktet Ceranisus och familjen finglanssteklar. Inga underarter finns listade.